# Love Bites (album)
Pour les articles homonymes, voir Love bites.
Albums de Buzzcocks
Another Music in a Different Kitchen
(1978) A Different Kind of Tension
(1980)
Love Bites est le deuxième album des Buzzcocks, sorti le 22 septembre 1978.

## Titres
| No  | Titre                                               | Durée |
| --- | --------------------------------------------------- | ----- |
| 1.  | Real World                                          | 3:29  |
| 2.  | Ever Fallen in Love (With Someone You Shouldn't've) | 2:40  |
| 3.  | Operators Manual                                    | 3:30  |
| 4.  | Nostalgia                                           | 2:51  |
| 5.  | Just Lust                                           | 2:57  |
| 6.  | Sixteen Again                                       | 3:14  |
| 7.  | Walking Distance                                    | 1:58  |
| 8.  | Love is Lies                                        | 3:10  |
| 9.  | Nothing Left                                        | 4:23  |
| 10. | E.S.P.                                              | 4:39  |
| 11. | Late for the Train                                  | 5:51  |